# S-200 Angara/Vega/Dubna
El S-200 Angara/Vega/Dubna, en ruso: C-200 Ангара\Вега\Дубна, designación OTAN SA-5 Gammon, es un sistema de misiles antiaéreos de la Unión Soviética. El Departamento de Defensa de Estados Unidos utiliza la designación N que implica el uso de cabezas nucleares, generalmente de 25 kt.

## Marco histórico

### Un nuevo concepto en la defensa estratégica de la URSS
En 1960,en la etapa más oscura de la Guerra Fría, los aviones espía estadounidenses U-2 sobrevolaban el territorio soviético con total impunidad. Hasta el incidente del U-2 de Gary Powers, derribado por un S-75 Dvina, no se tenía conciencia del potencial bélico que podía ofrecer la URSS. Pronto el Pentágono se puso manos a la obra en un proyecto que nunca cuajó, el B-70 Valkyrie (bombardero nuclear estratégico) a alta cota y velocidad superior a Mach 3, pero sí surgió un soberbio avión-espía embutido de sensores electrónicos, cámaras panorámicas y contramedidas avanzadas, el SR-71A/B Blackbird, el mejor avión de reconocimiento estratégico a alta cota y tecnología furtiva limitada, capaz de volar a Mach 3,5 y de burlar los sistemas de radar del enemigo sin tener que penetrar en territorio hostil, gracias a sus radares de barrido lateral, SLAR e cámaras de infrarrojos SLIR. Capaz de volar a un techo sostenido de 30 km, el S-75 Dvina no bastaba.
La URSS urgía de un nuevo concepto en los misiles, y ese concepto se fraguó con el S-200.
En realidad es el pionero de los sistemas antimisiles, aunque su capacidad contra los ICBM es muy limitada (incluso con las ojivas nucleares de su época, mucho más lentas que las actuales) por lo que actualmente se le considera un híbrido de SAM y ABM, que tuvo un claro objetivo estratégico: ir a la caza de los seis Blackbird estadounidenses que podían espiar impunemente el territorio soviético.
Nunca ha podido conseguir su objetivo, pero su extraordinario alcance (400 km), techo de combate (40 km) y velocidad (Mach 8) (SA-5C Dubna 1976), lo convirtieron de hecho en el primer antimisil propiamente dicho de la Historia, creando un nuevo concepto defensivo que irá desarrollándose con el paso del tiempo.
Este nuevo concepto es que no solo cuenta con las dos fases habituales (cohete impulsor para acelerar el misil y motor sostenedor para mantener la velocidad), sino también cuenta con una tercera, que propulsa el sistema de guiado terminal y la cabeza de guerra explosiva con sus sistemas electrónicos de contramedidas y cribado atmosférico y su propio buscador activo de radar que guiaría el misil hasta impactar en el blanco destruyéndolo, al estilo de los RV nucleares de los sistemas balísticos estratégicos.

### Guerra de Yom Kipur(1973)
Egipto y Siria, y en general el mundo árabe que apoyó el ataque sorpresa contra Israel (Irak, Libia, Arabia Saudita, Jordania, Líbano, e Irán), apoyaron al nacionalista egipcio Gamal Abdel Nasser en su petición, en plena guerra, de misiles SA-5 Griffon 5V28E, con capacidad nuclear, a la URSS. Esta se negó a dicha petición en el Consejo de Seguridad, para no verse involucrada en una escalada bélica nuclear con los Estados Unidos.
La ventaja inicial egipcia se diluía conforme Estados Unidos comenzó a suministrar material y repuestos militares a Israel, y tras otra sesión maratoniana en el Consejo de Seguridad de las Naciones Unidas se instó a las dos partes a un alto el fuego fulminante, que acabó sin un claro vencedor.
La supremacía bélica israelí de 1967 quedó eclipsada por el resultado de la guerra de 1973,y los países árabes remataron su pírrica victoria militar con una gran victoria político-económica:el embargo petrolífero para el cual Occidente no estaba preparado.

### Crisis en Occidente
En 1979 se suceden varios acontecimientos que cambiarían el rumbo de la crisis petrolífera.
- Los Acuerdos de Camp David-2 entre Anwar el Sadat y Menahem Begin. Egipto e Israel firman el histórico Tratado de Paz, que ha sido siempre respetado, incluso en los momentos más difíciles en tiempos de guerras cíclicas con otros estados árabes.
- La Revolución del Ayatolá Jomeini en Persia (ahora República Islámica de Irán) y el exilio forzoso del Sha Mohammed Rheza Pavlevi.
- El golpe de Estado baazista de Saddam Hussein en Irak y su ascenso a Presidente de su país, apoyado por la CIA, que veía con malos ojos la revolución chií de su vecino país.
- Estos dos países, en vías de hegemonismo regional tensan sus relaciones hasta el estallido de la primera gran guerra del Golfo Pérsico (1980-1988). La URSS y Estados Unidos contemporizan.
- Los acuerdos estratégicos SALT-2(26-11-1979),en los que la URSS consigue una gran ventaja estratégica(3 a 1) frente a USA y obliga a China a retirarse del Vietnam del Norte de Ho Chi Minh
- La Guerra de Afganistán (1978-1992). Comienza la última gran escalada bélica de la Guerra Fría.

### Exportación del SA-5B.

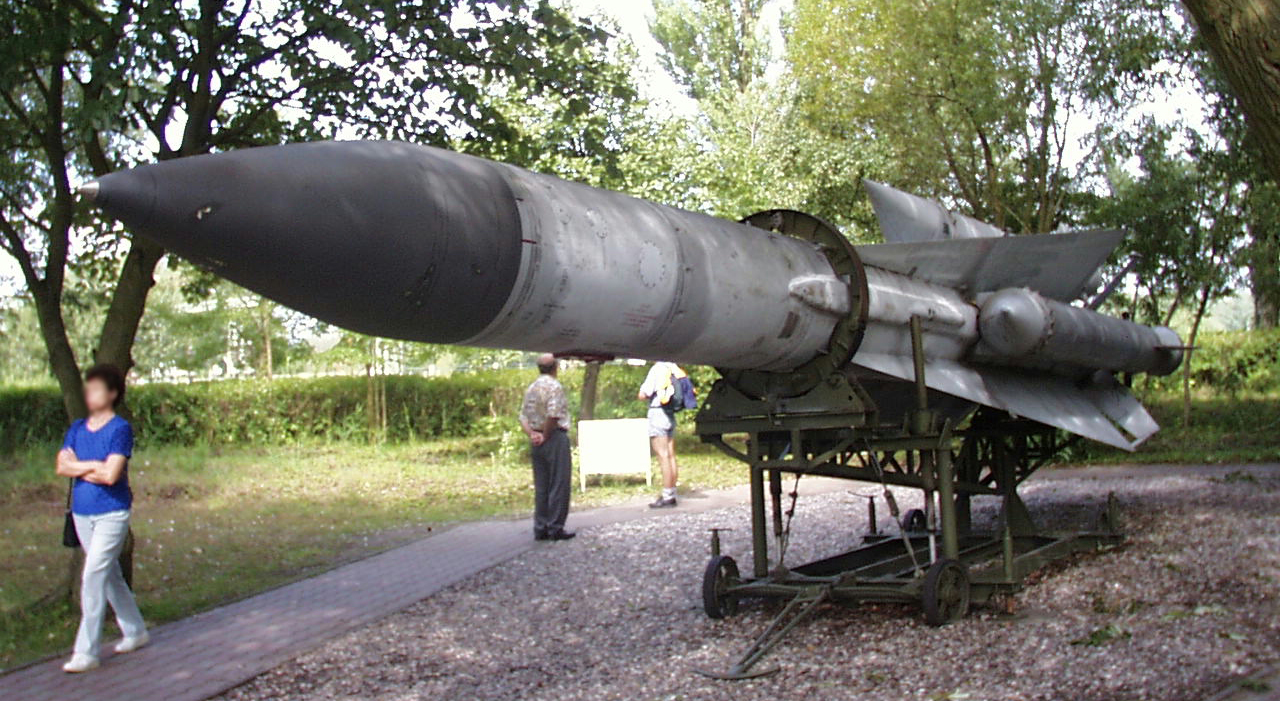
Un S-200 en el museo de Peenemünde.

Tras el fiasco de la Guerra del Líbano( junio-julio de 1982) en la que por vez primera los RPV (drones),los E-2 Hawkeye (AWACS) con rotodomo-radar de largo alcance y los B-707 de ECM/ELINT israelíes demostraron su superioridad aérea en el Valle del Bekaa, los soviéticos tuvieron que desplegar, tras la sonora derrota militar siria, en diciembre de 1982 cuatro asentamientos con un total de 48 misiles SA-5B,concebidos expresamente para neutralizar plataformas AWACS / SUAWACS, ELINT / TELINT/ SIGINT / COMINT desde distancia de seguridad, y a buena fe que lo consiguieron, puesto que el concepto Wild Weasel  (del idioma inglés: Wild weasel ‘Comadreja salvaje’)  antirradar del F-4 Phantom ya no sirvió de nada en 1984[cita requerida] y los norteamericanos e israelíes abandonaron suelo libanés ese mismo año.
Los sueños de victoria soviéticos fueron truncados en 1987 por la entrada en escena de nuevos
actores inesperados:
1. La Intifada palestina de Yasir Arafat, expulsado del Líbano por Israel en la guerra de 1982.
2. La irrupción de la milicia proiraní de Hezbolá[2] y su nuevo líder espiritual Hassan Nasralá(1994), que hizo frente a las incursiones israelíes de "Uvas de la Ira" (1996) y "Lluvia de Verano" (2006) sobre territorio libanés.
3. La Perestroika de Mijaíl Gorbachov y la caída del comunismo soviético.La firma del INF(1987).
4. La desaparición del Pacto de Varsovia y de la URSS(1991).

### De la superproliferación a la casi extinción del viejo mastodonte Angara/Vega/Dubna.

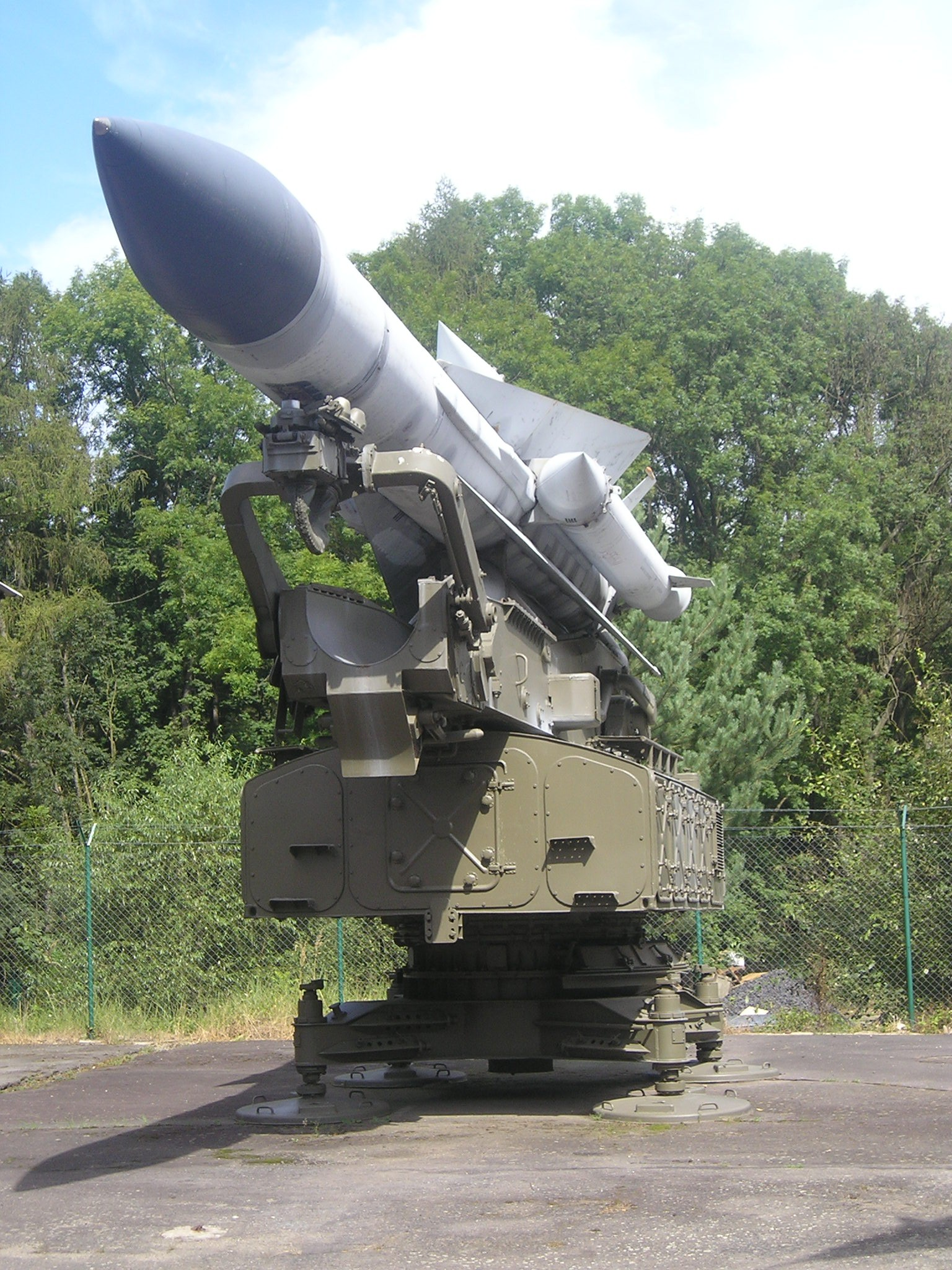
Un S-200 en el Museo Militar Lesany, República Checa.

Paralelamente, la URSS amplió (1984) los límites legales del Tratado ABM firmado en 1972, con los nuevos ABM Sh-08 Gazelle 53T6 UR-86 y Gorgone Sh-11 51T6 UR-96 de carácter estratégico y los nuevos SA-10 Grumble (S-300PMU), SA-12A Gladiator (S-300F) y SA-12B Giant (S-300V), similares al concepto norteamericano MIM-104 Patriot,de carácter netamente táctico y que además eran válidos para la destrucción de misiles de crucero en pleno vuelo a baja cota con guía TERCOM como el AGM-109 Tomahawk.Estos nuevos ABM y ACM, más ligeros y versátiles, dejaron atrás la tecnología de válvulas de los 70 y de los condensadores de los 80,abriéndose paso los chips de silicio y la tecnología informática y digital en los 90.
El despliegue en territorio europeo en 1990,cuando se firmó en París el FACE, era de 1950 
sistemas SAM SA-5(1100 Vega,750 Dubna y por último 100 Angara, obsoleto ya por aquel entonces),que
paulatinamente fueron siendo sustituidos por los nuevos S-300PMU,S-300F y S-300V.
La URSS optó en la década de los 90,para salir de su caos económico ,exportar el sistema a países como China, India, Corea del Norte, Libia, e Irán, fuera del ámbito soviético.
La decadencia de este enorme sistema SAM fue tal que en 1998 la nueva Rusia solo contaba con 200
misiles (SA-5C), al año siguiente desaparecieron cuatro regimientos más y en 2001 solo contaba con un regimiento. Ese mismo año, en unas maniobras militares conjuntas ruso-ucranias, el S-200 fue el protagonista al derribar por error el Vuelo 1812 de Siberia Airlines en aguas del Mar Negro. Este desgraciado accidente supuso el declive definitivo de este impresionante misil, utilizado tan solo por Polonia, Hungría y Bulgaria, como medida preventiva y para el desarrollo de la DAM norteamericana en territorio europeo.

## Descripción
Los primeros regimientos operacionales S-200 fueron desplegados en 1966 con 18 sitios y 342 lanzadores al final de ese año. Por 1966, el S-200 fue aceptado oficialmente en servicio para reemplazar el fallidomisil antibalístico RZ-25/5V11 "Dal". El Dal tenía la designación OTAN SA-5 "Griffon" antes de ser cancelado. Por 1968 había 40 sitios, y por 1969 había 60 sitios. El crecimiento numérico fue gradual hasta 1970s y principios de los 1980s hasta un máximo de 130 sitios y 1,950 lanzadores alcanzado en 1985.

### Misiles

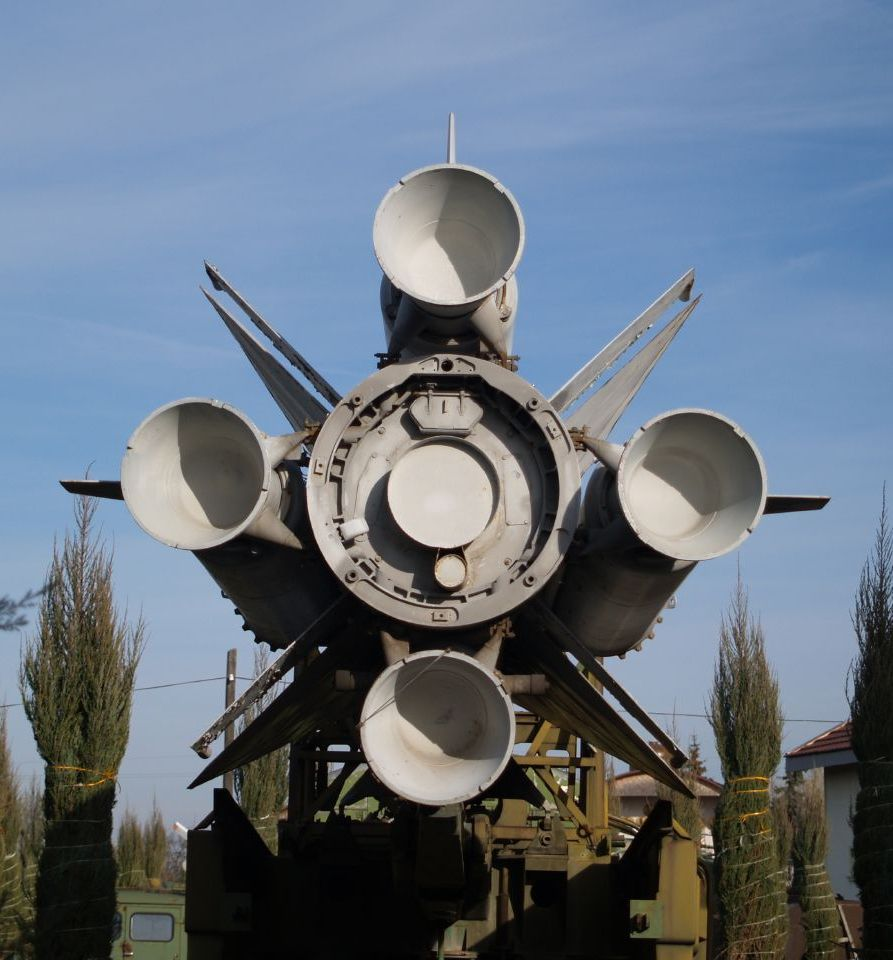
Vista desde atrás en la que se ven los 4 motores del misil.

Cada misil es lanzado por 4 motores de combustible sólido . Después que se quemaban y caían  (entre 3 a 5.1 segundos desde el lanzamiento) se prendía un motor de combustible líquido 5D67 (por 51-150 segundos) el cual consumía un combustible llamado TG-02 Samin (50% xilidina y 50% trietilamina),oxidado por un agente oxidante llamado AK-27P Melange (ácido nítrico enriquecido con óxido nitroso, ácido fosfórico y ácido hidrofluórico).  El alcance máximo está entre 150 y 300 km (81 y 162 nmi), dependiendo de modelo. El misil usa correcciones de medio curso mediante iluminación por radio para volar hasta el blanco mediante una fase terminal de búsqueda por radar semiactivo . La velocidad máxima del blanco no debe exceder Mach 4. La altitud efectiva es desde 300 a 20,000 m (1,000 a 65,600 ps) para los primeros modelos y 35,000 m (115,000 ps) para los últimos. La cabeza bélica tiene 217 kg (478 lb) de alto explosivo de fragmentación  (16,000 bolitas de 2g y 21,000 bolitas de 3.5g ) que se disparan por una espoleta de proximidad de radar o por una señal del comando central, o una cabeza bélica nuclear de 25 kT disparada solo por señal de comando. Cada misil pesa aproximadamente 7018 kg (15,500 lb) al despegue.
El sistema utiliza una guía semiactiva por radio con corrección a medio curso y tiene, por primera vez en un sistema ruso , una detección terminal semiactiva de radar la cual es bastante más precisa que el sistema de comando usado en el S-75 Dvina y otros misiles. El uso del modo de radar semipasivo terminal para ser usado contra aviones AEW permanece no confirmado. El pico de velocidad máxima es de Mach 8 y la probabilidad de destrucción de un solo disparo es de 0.85, presumiblemente contra bombarderos de gran altitud como blanco.

### Sistema de radar principal

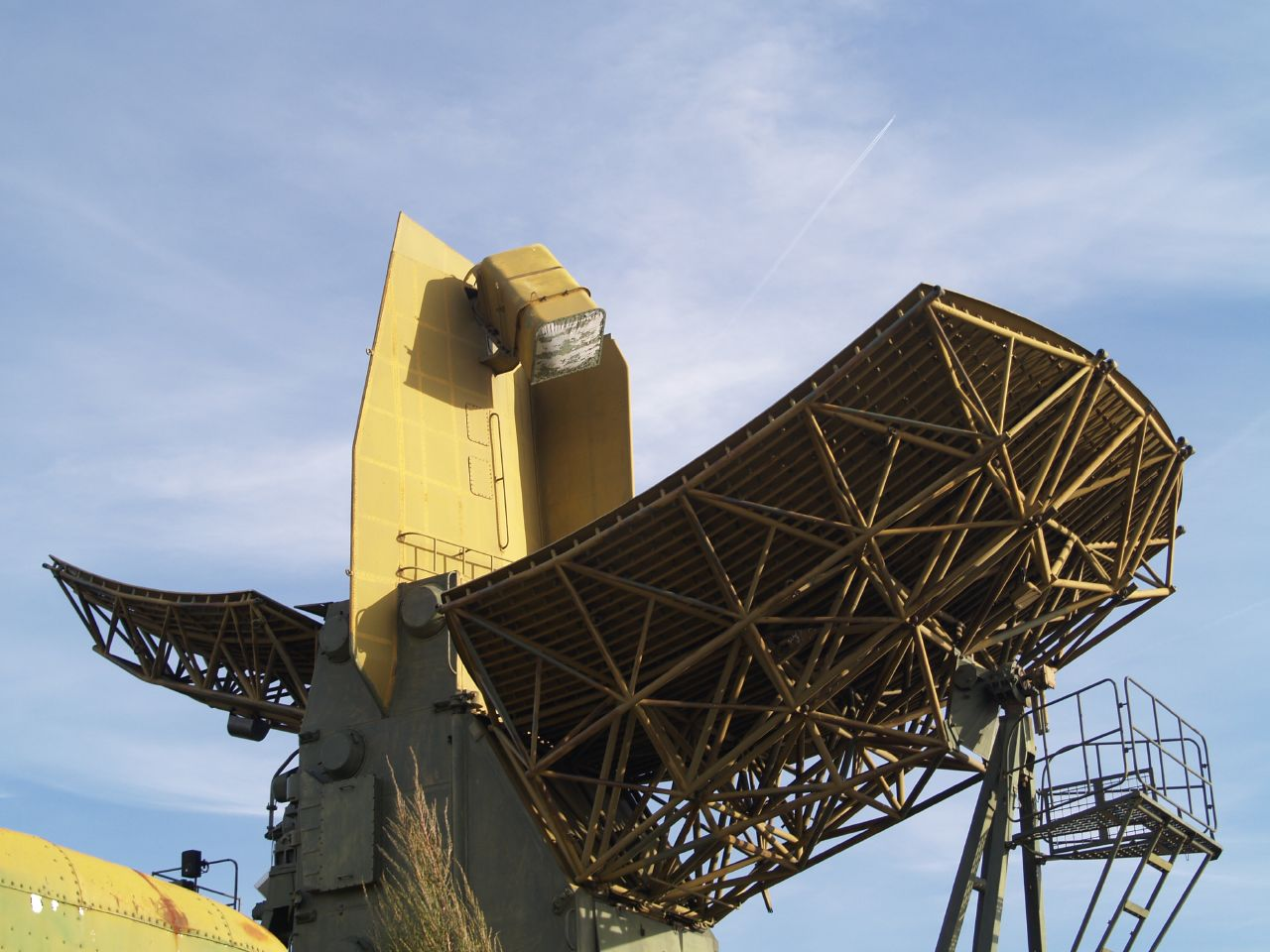
“Radar de Guía e Iluminación” 5N62 (designación OTAN Square Pair).

El radar de control de fuego del sistema S-200 es el 5N62  (designación OTAN : Square Pair) radar de CW Banda H, cuyo alcance es de 270 km (168 mi), up to =3KW, 300000km (La Luna link).
Es usado para rastrearlos e iluminarlos.

### Sistemas de radar adicionales
- P-14/5N84A "Tall King"[7] radar de alerta temprana banda A  (alcance 600 km\372 mi, 2-6 RPM, altitud máxima de búsqueda 46 km\150,000 pies)
- o radar de alerta temprana "Big Back"[7] (alcance 600 km\372 mi)
- Kabina 66/5N87 "Back Net" o  "Back Trap" radar de alerta temprana banda E (con un modo especial de búsqueda a baja altitud, alcance 370 km\230 mi, 3-6 RPM)
- P-35/37 "Bar Lock\Bar Lock B"[7]   radar de detección y de enganche de banda F\E 1000 kW    (con IFF integrado, alcance 392 km\242 mi, 7 RPM)
- "Side Net" o  "Odd Pair" radar de búsqueda de banda E   (usado también por el SA-2, 2K11 Krug y SA-6, alcance 240 km\148 mi, 3-6 RPM)
- P-15M(2) "Squat Eye"[7] 380 kW radar de detección de banda C (alcance 128 km\80 mi)

### Versiones
- S-200A "Angara" (SA-5a), con el misil V-860/5V21 o V-860P/5V21A , introducido en 1967, alcance 160 km (88 mi), altitud 20 km (66,000 pies)
- S-200V "Vega" (SA-5b), con el misil V-860PV/5V21P, introducido en 1970, alcance 250 km (155 mi), altitud 29 km (95,000 pies)
- S-200 "Vega" (SA-5b), con el misil V-870 alcance aumentado a 300 km (186 mi) y altitud a 40 km (125,000ft) con un motor nuevo más corto y de combustible sólido
- S-200M "Vega-M" (SA-5b), con el misil V-880/5V28 o V-880N/5V28N² ,alcance 300 km (186 mi), altitud 29 km (95,000pies)
- S-200VE "Vega-E" (SA-5b), con el misil V-880E/5V28E versión de exportación, con cabeza bélica de alto explosivo solo, alcance 250 km (155 mi), altitud 29 km (95,000 pies)
- S-200D "Dubna" (SA-5c), con el misil 5V25V, V-880M/5V28M o V-880MN/5V28MN², introducido en 1976, cabeza bélica de alto explosivo o nuclear, alcance 400 km (248 mi),altitud 40 km (125,000 pìes).

## Nuevas generaciones
Siria, Irán, Corea del Norte y China lo mantienen para desarrollar su propia generación de ABM tácticos, aunque China con la compra en 2007 del SA-20(S-400) Gargoyle, que será desplegado en 2008 para la defensa de los Juegos Olímpicos de Pekín contra cualquier veleidad terrorista u de otra índole, habrá
retirado de primera línea de fuego a los vetustos Vegas y Dubnas.
Ante los nuevos retos de la invisibilidad radárica de los misiles de crucero y el cribado atmosférico y hole boring de los RV y sus ojivas nucleares hiperveloces e inteligentes, la nueva Rusia ha estrenado dos nuevos ABM tácticos, el S-400 y el S-500.
Actualmente Ucrania en el contexto de la guerra iniciada el 24 de febrero  de 2022 ha modificado los misiles S200V para misión tierra-tierra, siendo su funcionamiento similar al de un misil balístico.

## Usuarios actuales

### Actuales
- Argelia
- Azerbaiyán
- Bulgaria -[1] 1 batallón.
- Corea del Norte - 4 batallones.[1]
- Georgia -[1]
- India -[1]
- Irán -[1] 10 lanzadores.
- Kazajistán -[1]
- Letonia
- Libia - 8 batallones.[1]
- Polonia - 2 escuadrones.[1]
- Rusia - 2002 S-200D.[10]

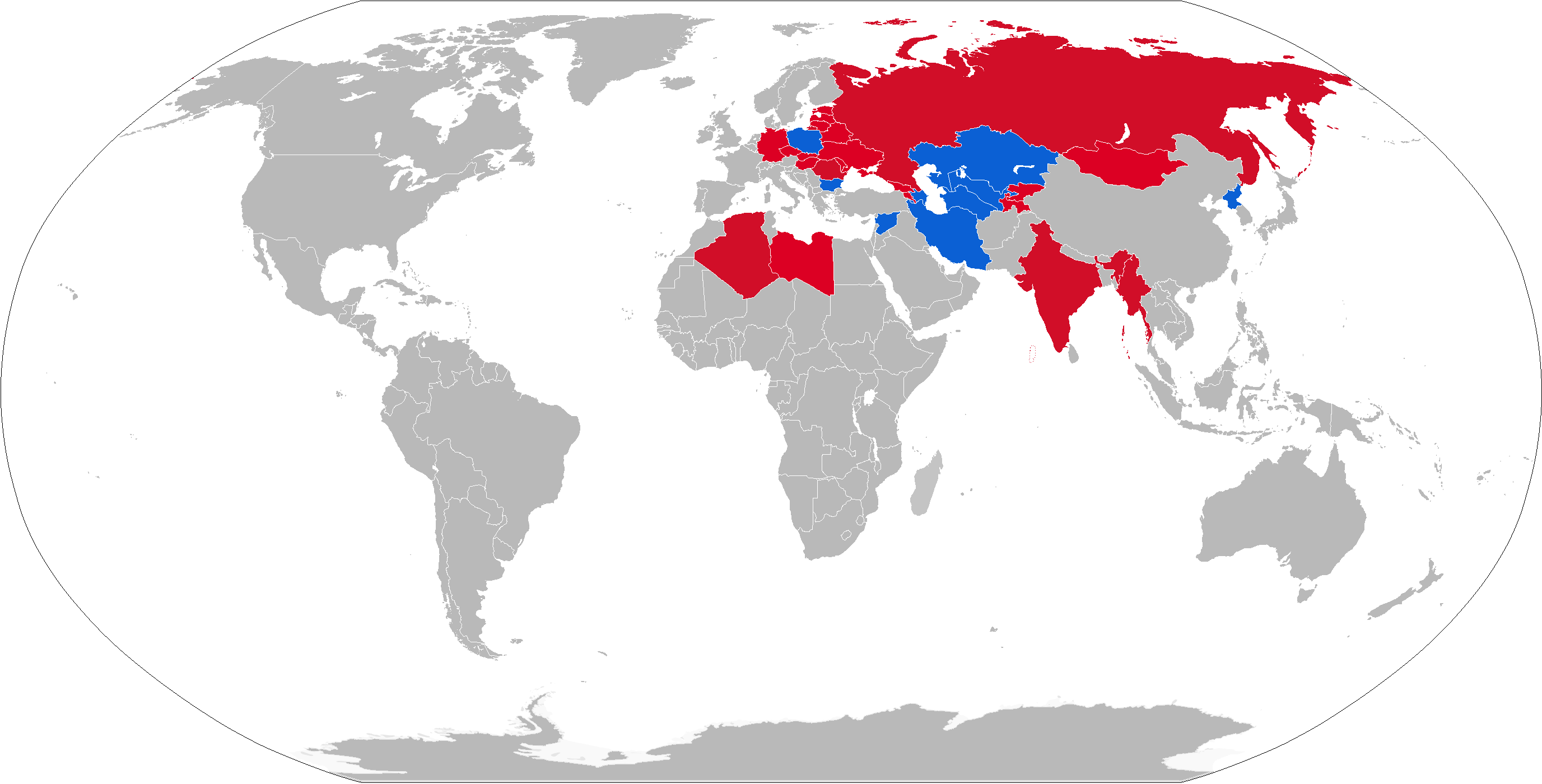
Operadores actuales del S-200, incluyendo Rusia.

- Siria - 8 batallones (48 lanzadores) 2012,[11] 2010(8+50).[12][13]
- Turkmenistán -[1]
- Ucrania -[1] retiene algunos sitios después de la caída de la URSS, solo los S-200V permanecen en servicio.
- Uzbekistán -[1]

### Antiguos operadores
- Bielorrusia - 4 batallones.[1]
- Checoslovaquia - 5 batallones
- República Checa - Relacionados con los S-200 checoslovacos, fuera de servicio a mediados de 1990s.[1]
- República Democrática Alemana - 4 batallones.
- Hungría - 1 batallones.[1] *
- Moldavia -[1] 1 Batallón
- - Originalmente desplegados por el ZA-PVO en el rol de defensa estratégica. Empezando a retirarlos desde 1980s y entregados a los servicios sucesores.[1]

### Status desconocido
- Mongolia - El Ejército Popular de Mongolia operaba sistemas SA-5 en 1985, pero no se sabe si están operacionales en el año 2009.[14]